# Shivnarine Chanderpaul
Shivnarine „Shiv” Chanderpaul (ur. 16 sierpnia 1974) – gujański trener krykieta i były kapitan drużyny krykieta Indii Zachodnich. 
Uważany za jednego z najważniejszych graczy swojej epoki, Chanderpaul jest 10. najlepszym strzelcem wszech czasów w międzynarodowych rozgrywkach krykieta  i 8. najlepszym strzelcem w meczach testowych. 

## Kariera reprezentacyjna
Chanderpaul był członkiem drużyny Indii Zachodnich, gdy wygrała ona ICC Champions Trophy w 2004 roku.
Z powodu słabych wyników Chanderpaul został usunięty ze składu Indii Zachodnich w 2015 roku. Rok później ogłosił odejście z rozgrywek międzynarodowych.

## Kariera trenerska
Obecnie pełni funkcję głównego trenera amerykańskich drużyn seniorek i kobiet do lat 19 w USA. W listopadzie 2022 roku został wprowadzony do Galerii Sław ICC.

## Odznaczenia
Chanderpaul został odznaczony gujańską Koroną Honorową Kacyka w 2009 roku.

## Obecność w kulturze
Sean Paul ujawnił w 2023 roku, że charakterystyczna, zniekształcona wymowa charakterystycznego dla jego twórczości namedrop'u jest nawiązaniem do tego gujańskiego krykiecisty.